# Озерцы (Волынская область)
Озерцы (укр. Озерці) — село в Гороховской городской общине Луцкого района Волынской области Украины.
До 2020 года входило в Гороховский район.
Код КОАТУУ — 0720886902. Население по переписи 2001 года составляет 575 человек. Почтовый индекс — 264025. Телефонный код — 3379. Занимает площадь 16,128 км².